# Scorched Planet
Scorched Planet es un videojuego de combate vehicular de 1996 desarrollado por Criterion Studios y publicado por Virgin Interactive para DOS y Windows. Posteriormente, el juego se adaptó para máquinas recreativas.

## Jugabilidad
Scorched Planet es un juego de disparos con vehículos que tiene lugar en el año 2230 en el planeta ficticio Dator 5. El planeta está siendo atacado por una raza alienígena llamada Voraxians. El jugador juega como Alex Gibson, un expiloto de combate encargado de salvar a los colonos en Dator 5. El jugador debe luchar contra oleadas de Voraxianos en 19 misiones diferentes para salvar a todos los colonos. El jugador tiene la opción de apresurarse y atacar o diseñar defensas antes de comenzar las misiones. La mecánica principal del juego es que tu luchador Tipo 16, puedes transformarte entre la forma de tanque y nave espacial, cada una con sus propias ventajas y desventajas. El juego se desarrolla en 7 paisajes diferentes, cada uno con enemigos únicos. Después de completar las 19 misiones, el juego se completa y los colonos se salvan.

## Recepción
Next Generation revisó la versión arcade del juego, calificándola con dos estrellas de cinco, y afirmó que "realmente, el único aspecto inusual del juego es que los vehículos pueden transformarse entre una nave voladora y un tanque, cada uno con sus propias capacidades y armas. Pero eso no es suficiente para mantener la atención hasta altas horas de la madrugada".

## Reseñas
- Computer Gaming World #153 (abril de 1997)
- GameSpot - 16 de enero de 1997[2]
- Computer Games Magazine - 1997[3]
- Game Revolution - Diciembre de 1996[4]
- PC Player (Alemania) - Noviembre de 1996
- PC Games - Octubre de 1996